# Почётные граждане Светлогорска

Почётные граждане Светлогорска — перечень лиц, получивших звание почётного гражданина Светлогорского района и (до 2007 года) города Светлогорска Республики Беларусь.

## Описание
Согласно Положению о почётных гражданах Светлогорского района, звание присваивается за огромный вклад в развитие города и района, за выдающиеся трудовые достижения, лицам, совершившим подвиг, прославившим город и района своими творческими, спортивными и другими достижениями. Почётный гражданин Светлогорска получает грамоту и денежное вознаграждение. Всем выплачивается материальная помощь ко Дню Независимости, Дню города и Новому году. Почётные граждане имеют возможность без очереди обслуживаться в медицинских учреждениях, бесплатно посещать культурно-зрелищные мероприятия района, организуемые отделом культуры райисполкома.
Звание «Почётный гражданин Светлогорского района» (до 28 декабря 2007 года — «Почётный гражданин города Светлогорска») присваивается с 1979 года.

## Список

### 1979 год
- Плехов Иван Михайлович — командир 4-го гвардейского бронетанкового отряда Днепровской военной флотилии, капитан 2 ранга в отставке.
- Хватов Сергей Петрович — артиллерист 4-го гвардейского бронетанкового отряда Днепровской военной флотилии, капитан 1 ранга в отставке.
- Захаров Георгий Ильич — командир бронеавтомобиля БКА-44 Днепровской военной флотилии, капитан 1 ранга в отставке.

### 1981 год
- Хмарун Иван Фёдорович — бывший бригадир страховщиков Строительного треста № 20 (ныне ОАО «Строительный трест № 20»), Герой Социалистического Труда, кавалер ордена Ленина.
- Завадский Александр Николаевич — первый директор Василевичской ГРЭС (ныне Светлогорская ТЭЦ), кавалер орденов Боевого Красного Знамени, Красной Звезды, Отечественной войны I степени, Трудового Красного Знамени, Знака Почёта .
- Запесочная Нина Никитична — бывший врач районной больницы, заслуженный врач БССР.

### 1984 год
- Батов Павел Иванович — командующий 65-й армией, которая в годы Великой Отечественной войны освободила территорию современного Светлогорского района от немецко-фашистских захватчиков. Дважды Герой Советского Союза.

### 1986 год
- Митрахович Георгий Кузьмич — бывший прораб АР № 150 Строительного треста № 20 (ныне АО «Строительный трест № 20»), Заслуженный строитель БССР, кавалер ордена Ленина.
- Шифферс Виктор Борисович — бывший директор завода ЖБВиК (ныне АО «Светлогорский завод ЖБВиК»). Кавалер орденов Красной Звезды, Отечественной войны I степени, Трудового Красного Знамени.

### 1991 год
- Сладкова Елена Степановна — аппаратчик Химволокно. Лауреат Государственной премии СССР, полный кавалер орденов Трудовой Славы всех степеней, пенсионер.
- Глебов Василий Семёнович — работал начальником инженерно-технической службы Светлогорского управления буровых работ (ныне СУБР "БА " Белоруснефть "), кавалер ордена Октябрьской Революции.
- Кравчук Николай Иванович — работал разнорабочим и инженером на Василевичской ГРЭС (ныне Светлогорская ТЭЦ) и заводе ЖБВиК (ныне АО «Светлогорский завод ЖБВиК»). Награждён знаком «Отличник энергетики и электрификации СССР».
- Тимохин Виктор Васильевич — бывший руководитель строительного треста № 20 (ныне АО «Строительный трест № 20»). Заслуженный строитель БССР, кавалер ордена «Знак Почёта».

### 1992 год
- Головач Любовь Мартыновна — бывший врач районной больницы (ныне Светлогорская ЦРБ), кавалер ордена Трудового Красного Знамени.
- Пилькевич Антон Антонович — работал в строительном тресте № 20 на руководящих должностях (ныне А АТ «Строительный трест № 20»), бывший председатель Совета ветеранов войны и труда, Заслуженный строитель БССР, кавалер ордена Красная Звезда I степени Отечественной войны.

### 1996 год
- Чиж Александр Ильич — бывший генеральный директор АО «Светлогорский ЦКК». Кавалер орденов Трудового Красного Знамени и Знака Почёта, Заслуженный работник промышленности Республики Беларусь .
- Худолеева Любовь Петровна — учитель. Заслуженный учитель БССР, кавалер ордена Трудового Красного Знамени.

### 1998 год
- Митрахович Михаил Ильич — бывший председатель Светлогорского райисполкома.

### 2001 год
- Каяфюк Иван Самойлович — бывший руководитель строительного треста № 20 (ныне АО «Строительный трест № 20»).
- Котляров, Изяслав Григорьевич — поэт, бывший заместитель главного редактора газеты «Светлогорские новости», бывший директор картинной галереи «Традиция» имени Германа Пранишникова, поэт, член Союза писателей СССР (1990).
- Мальцев Владимир Григорьевич — генеральный директор ОАО «Светлогорский домостроительный комбинат».
- Якобсон Александр Серафимович — бывший председатель Светлогорского исполкома, бывший председатель Гомельского облисполкома, а ныне председатель Комитета государственного контроля Республики Беларусь.

### 2003 год
- Краснова Нина Никитична — мастер штукатуров-маляров СУ АР № 150 ОАО «Строительный трест № 20».

### 2006 год
- Бойченко Александр Фёдорович — бывший директор ДЮСШ № 5.
- Зинкевич Владимир Леонидович — вице-президент Белорусской академии художеств, заведующий отделением монументально-декоративного искусства.
- Латуговский Виктор Аркадьевич — бывший начальник Светлогорского агропромышленного управления «Белоруснефть».
- Неуступова Елена Ивановна — директор филиала «Светлогорский хлебозавод» РУП « Гомельхлебопром».

### 2008 год
- Овсянников Сергей Аврамович — бывший директор совхоза «Березина».
- Шутов Юрий Владимирович — майор, участковый инспектор правоохранительной и профилактической части Светлогорского отдела милиции.

### 2010 год
- Пирштук Болеслав Казимирович — бывший председатель Светлогорского райисполкома, заместитель председателя Гомельского облисполкома.

### 2011 год
- Алымов Юрий Михайлович — первый заместитель председателя правления Национального банка Республики Беларусь.
- Доценко Владислав Юрьевич — начальник Вышкомонтажного управления республиканского унитарного предприятия «Производственное объединение «Белоруснефть».
- Кулаковский Петр Михайлович — директор государственного учреждения образования «Гимназия г. Светлогорска».
- Островский Олег Леонидович — директор учреждения «Детско-юношеская спортивная школа № 5 г. Светлогорска».
- Колейчик Василий Михайлович — директор ОАО «Светлогорский агросервис».
- Явор Николай Матвеевич — главный зоотехник-селекционер Светлогорского филиала республиканского сельскохозяйственного унитарного предприятия «Гомельгосплемпредприятие».
- Попок Владимир Артёмович — участник Великой Отечественной войны.

### 2016 год
- Дадалко Людмила Владимировна — директор районной централизованной библиотечной системы г. Светлогорска.
- Черенок Владимир Леонтьевич — директор сельскохозяйственного дочернего унитарного предприятия «Михайловское-агро» производственного унитарного предприятия «Калинковичский молочный комбинат».

### 2018 год
- Костюкевич Василий Васильевич — генеральный директор ОАО «СветлогорскХимволокно».

### 2021 год
- Калупахо Иван Иванович —  бывший генеральный директор КЖУП «Светочь», бывший генеральный директор ОАО «Рогачёвский молочноконсервный комбинат»
- Лаптева Елена Евгеньевна — директор Светлогорского филиала Гомельского областного потребительского общества.